# Parapsyche cardis
Parapsyche cardis là một loài Trichoptera trong họ Hydropsychidae. Chúng phân bố ở miền Tân bắc.